# The Long Night (Game of Thrones)
"The Long Night" é o terceiro episódio da oitava temporada da série de televisão de fantasia da HBO, Game of Thrones, e o 70ª em geral. Foi escrito por David Benioff e D. B. Weiss e dirigido por Miguel Sapochnik. Foi exibido em 28 de abril de 2019. É o episódio mais longo da série em geral, com duração de 82 minutos.
O episódio acontece inteiramente em Winterfell e retrata a batalha entre o Exército dos Mortos e os exércitos combinados dos vivos.

## Produção

### Roteiro
O episódio foi escrito por David Benioff e D. B. Weiss. É o primeiro roteiro da dupla nesta temporada.

### Filmagens
O episódio foi dirigido por Miguel Sapochnik.

## Recepção

### Audiência
O episódio foi visto por 12.02 milhões de pessoas na transmissão inicial da HBO, com um adicional de 5.78 milhões de telespectadores nas plataformas de streaming, totalizando aproximadamente 17.8 milhões de telespectadores.

### Recepção da crítica
O episódio teve uma recepção mista por parte dos críticos e da audiência. No site agregador Rotten Tomatoes, o índice de aprovação do episódio foi de 73%, baseado em 96 resenhas, abaixo dos capítulos anteriores, mas a nota média ficou em 8.97/10 (a maior nota da temporada até então). O consenso da crítica do site foi: "O inverno veio e foi embora, e Arya Stark pode ser a mulher mais incrível do mundo, mas apesar de entregar momentos emocionais e espetaculares, The Long Night deixa muito a desejar (iluminação, alguém?) indo para o final da temporada."